# Sách Xô-phô-ni-a
Sách Xô-phô-ni-a là một sách thuộc Kinh Thánh của Kitô giáo và được cho là được viết bởi “Xô-phô-ni-a, con ông Cu-si; ông Cu-si là con ông Gơ-đan-gia; ông Gơ-đan-gia là con ông A-mác-gia; ông A-mác-gia là con ông Khít-ki-gia, vào thời Vua Giô-si-gia-hu con trai Vua A-môn của Giuđa”.

## Bố cục
| Các câu trong sách | Tóm tắt                                      |
| ------------------ | -------------------------------------------- |
| 1:1                | Mở đầu                                       |
| 1:2–13             | Sự phán xét sắp xảy đến cho Giuđa            |
| 1:14–18            | Ngày của Thiên Chúa                          |
| 2:1–15             | Sự phán xét dành cho những kẻ thù của Israel |
| 3:1–7              | Sự gian ác của Jerusalem                     |
| 3:8–13             | Sự trừng phạt và trở lại của các dân ngoại   |
| 3:14–20            | Thánh vịnh của sự mừng vui                   |

Sách bắt đầu bằng cách kể về sự phán xét của Thiên Chúa đối với Vương quốc Giuđa. Ba lần Chúa nói "Ta sẽ quét sạch" trong những câu đầu của Chương 1. Điều này nói đến một sự hủy diệt hoàn toàn. Trong Kinh Thánh, việc được lặp lại ba lần khiến cho lời cảnh báo trở nên có sức nặng hơn. Việc đề cập trong Chương 1 câu 3 về "loài người cũng như loài vật... chim trời lẫn cá biển" đảo ngược thứ tự tạo dựng trong sách Sáng Thế Ký chương 1 câu 28, cho thấy quá trình sáng tạo đang bị xóa bỏ. "Khỏi mặt đất" là một tham chiếu đến câu chuyện trận đại hồng thủy của sách Sáng Thế, là nơi câu chuyện đại hồng thủy cũng kể về sự xóa bỏ tạo vật. Đây là ngôn ngữ rất nặng về sự hủy diệt sắp tới vì tội lỗi của dân tộc, là sự thối nát và bất công.
Trong Chương 2, Xô-phô-ni-a cũng cảnh báo về sự trừng phạt đối với nhiều quốc gia láng giềng. Những quốc gia này cũng sẽ bị hủy diệt. Các quốc gia được đề cập bao gồm Phi-li-tinh, Mô-áp, Am-môn, Kush và Át-sua.
Trong Chương 3, như thường thấy trong thể văn ngôn sứ trong Thánh Kinh, một thiểu số "còn sót lại" sau sự phán xét của Thiên Chúa trong Xô-phô-ni-a bằng cách hạ mình tìm kiếm nơi nương náu ở Thiên Chúa. Sách này kết thúc với niềm hy vọng và mừng rỡ, khi Thiên Chúa thể hiện sự vui mừng của Ngài đối với dân tộc được chọn. Họ sẽ trở về và tất cả các quốc gia sẽ vui mừng vì điều này.